# 沖洲台場
沖洲台場（おきのすだいば）は、幕末に現在の徳島県徳島市南沖洲に設営された台場。現在は「沖洲公園」内に跡地が残る。

## 歴史
徳島藩によって築造された砲台場のひとつで津田台場の副台場として対岸の沖洲村に築かれた。
規模は高さ一間、幅十間、備砲は唐金の鋳物で長さ約一間のものが五門あったと云われている。1871年（明治3年）4月に御台場が廃止。

## 交通
- JR徳島駅より車で約20分。